# 2-метил-1-бутен
2-метил-1-бутен представляет собой органическое соединение, содержащее углерод и водород, с формулой(C5H10).

## Получение
2-Метил-1-бутен можно получить каталитическим крекингом или паровым крекингом нефти с последующим выделением фракции С5 и экстракцией холодной водной серной кислотой. Соединение также получается при дегидратации 2-метил-2-бутанола или дегидрогалогенировании 2-бром-2-метилбутана с выходом 2-метил-1-бутена и 2-метил-2-бутена.